# Román

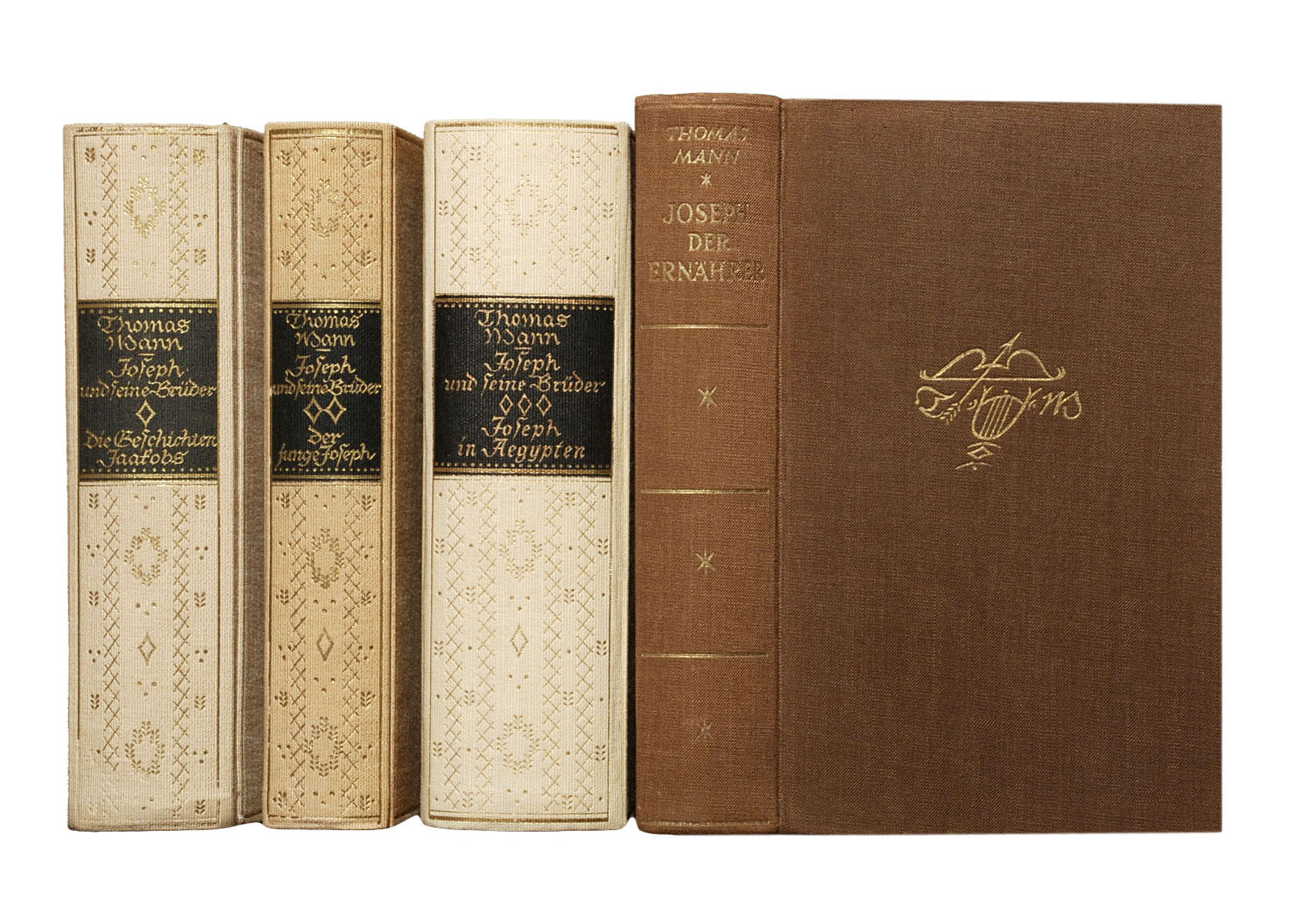
Josef a bratří jeho, čtyřdílný román Thomase Manna

Román je rozsáhlý epický (vyprávěcí) literární žánr, řazený mezi fikci a ve své moderní podobě téměř vždy prozaický, jen málokdy veršovaný. Jedná se o velmi mnohotvárný, vnitřně rozporný a neobyčejně proměnlivý žánr s otevřenou strukturou. Román může mít téměř jakékoliv téma a používat různorodé literární postupy, badatelé proto často tvrdí, že není možné určit žádný typicky románový rys nebo podat stálou a vyčerpávající definici tohoto žánru. Michail Michajlovič Bachtin, významný ruský teoretik románu, označil ve 40. letech 20. století román za „jediný žánr, který se dosud vyvíjí a utváří“. Kromě estetické funkce může plnit i různé další: didaktickou, publicistickou, filosofickou a jiné.
Na rozdíl od ostatních důležitých epických žánrů moderní literatury, povídky a novely, bývá román velmi dlouhý, uvádí se běžný rozsah od 50 000 slov (200 stran) až po vícesvazková díla (například trilogie). Jednotlivé jeho subžánry většinou bývají v rámci žánru buď tradičně kratší (detektivní román, román pro mládež), nebo naopak enormně dlouhé (románová kronika, román-řeka). Typický je důraz na hrdinovu psychologii a jeho proměnu v průběhu děje. Román také bývá dějově komplikovanější než kratší žánry, obsahuje četné odbočky a větší množství postav, jevů a událostí.
Počátky románu je vzhledem k rozdílným vymezením žánru možné hledat v různých dobách, přičemž existují dva základní názory na věc. První z nich říká, že román vznikl ve starověku, s prapůvodem ve staroegyptském písemnictví a prvním větším rozkvětem v řeckém helénismu, podle druhého vymezení je román původně raněnovověký měšťanský žánr. Ve starověké řecké literatuře vznikala díla románového charakteru od 4. století př. Kr., z většiny z nich však do moderní doby přežily pouze názvy. Nejstarším z dochovaných textů je Charitónův román O věrné lásce Chairea a Kallirhoy z 1. století. Z románů starověké římské literatury zůstaly zachovány fragmenty Petroniova románu Satirikon z 1. století a Apuleiův román Zlatý osel z 2. století. Koncem středověku získal v evropské kultuře vliv rytířský román, nejprve veršovaný, později prozaický. V reakci na něj se rozvíjel burleskní román a pikareskní román. Užší chápání uznává jako román pouze moderní román a v takovém případě se k tvůrcům žánru řadí až raněnovověcí romanopisci jako Miguel de Cervantes y Saavedra, Marie-Madeleine de La Fayette, Daniel Defoe nebo Samuel Richardson.
Útvary připomínající román byly v historii psány i mimo evropskou kulturu, v Japonsku, Číně nebo Indii. Jako první román v historii (popřípadě první realistický román) bývá někdy uváděn Příběh prince Gendžiho napsaný japonskou dvorní dámou Murasaki Šikibu v roce 1007 a vypravující příběh císařova levobočka a jeho hledání životní lásky.

## Vznik pojmu
V raném středověku došlo k postupnému rozlišení jazyka používaného v jihozápadní Evropě na lingua latina (latina) a lingua romana (románské jazyky, například francouzština, italština, španělština nebo provensálština). V těchto vernakulárních (lidových) jazycích začala později vznikat také literatura: ve francouzštině od 11. století, ve španělštině koncem 12. století, v italštině počátkem 13. století. Knihy napsané v národních jazycích začaly být označovány pojmem odvozených od slova „romanice“: romanz, romant, roman, romance, romanzo. Původním smyslem těchto slov byla tedy „kniha v národní řeči“, brzy však začal být pojem chápán i úžeji, jako dvorský veršovaný román. Označení žánru román se takto vyvinulo ve francouzštině a italštině; ve španělštině vzniklo označení básnického žánru romance. Prvním románem, v jehož názvu se označení román objevilo, je Roman de brut z roku 1155.

## Vymezení románu

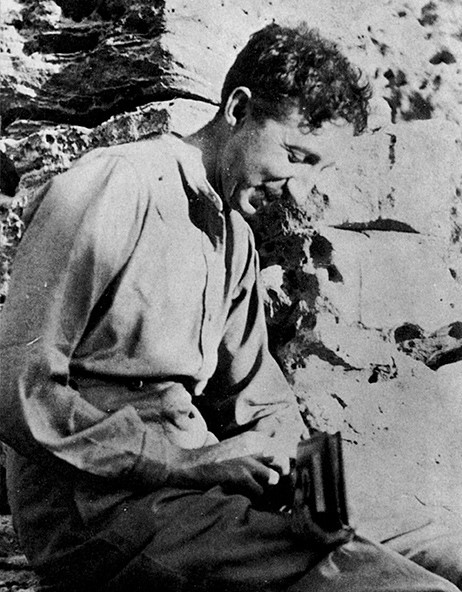
Edward Morgan Forster, romanopisec a autor knihy Aspekty románu (1927)

Velice různorodá vymezení románu vedou k tomu, že mnoho děl bývá některými literárními vědci za román označeno a jinými nikoliv. Někdy je vymezení spojeno s přesnou délkou: romanopisec a esejista Edward Morgan Forster pro účely své knihy Aspekty románu (1927) vymezil jako jakékoliv fikční prozaické dílo obsahující alespoň 50 000 slov. Exaktní vymezení založené na délce je užitečné zejména tehdy, je-li nutné jednoduše odlišit románové texty od děl kratších žánrů: například cena Hugo a cena Nebula, významná ocenění pro fantasy a sci-fi tvorbu, přijímají v kategorii román fikční prozaické texty o délce alespoň 40 000 slov. Nevýhodou tohoto pojetí je, že za román pak může být označeno velké množství textů, včetně archaických. Kanadská badatelka Margaret Doodyová ve své studii o dějinách románu také užívá tuto otevřenou definici, a proto posléze prohlašuje, že žánr románu je stejně starý jako západní civilizace sama.
Už od 19. století bývá zmiňována ambice románu obsáhnout vše. Georg Wilhelm Friedrich Hegel označil román za buržoazní epopej, čímž mu přiznal stejnou centrální pozici, jakou měl v archaických kulturách epos. S podobnou úvahou pracoval také maďarský marxistický literární teoretik György Lukács. Ve své Teorii románu (1915–1920) tvrdí, že román je skutečně moderní obdobou eposu, ale nemůže již předvádět totalitu života, proto k ní alespoň směřuje. Daniela Hodrová také uvádí epos jako základní žánr protikladný románu, s tím, že základní rozdíl spočívá v protagonistovi. Zatímco hrdina eposu má polobožský status a vykonává historický nebo polomytický čin (geste), hrdinou raného románu je obyčejný smrtelník zažívající dobrodružství (aventure). Některé pokusy definovat román jsou založeny spíše na úvaze nad tématem románu. Český literární kritik František Xaver Šalda uvádí, že román má ambici postihnout život v celé jeho komplexnosti a uspořádat jeho chaos do určité soustavy.

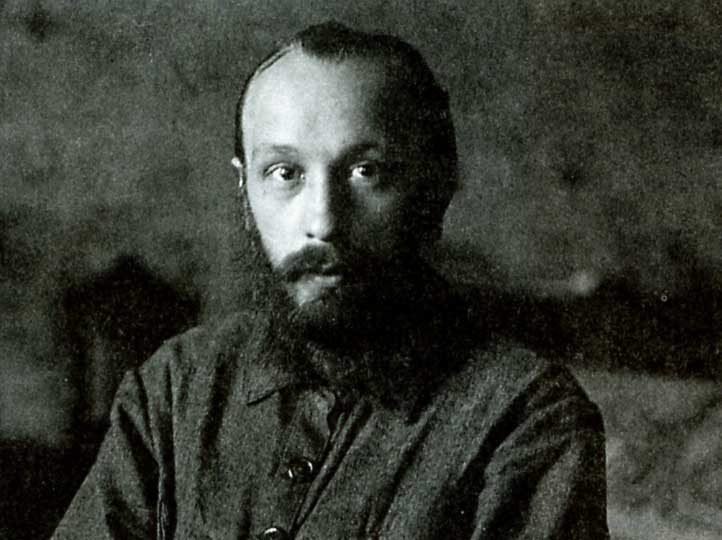
Michail Michajlovič Bachtin, teoretik románu, chápal román primárně jako dialogický žánr

J. Paul Hunter vychází ve svém vymezení převážně z románů 18. století a za distinktivní rysy žánru, který se v jeho pojetí v té době rodil, považuje současnost (romány se obvykle neodehrávají v prostředí vzdáleném prostorově a časově od doby napsání), uvěřitelnost, důvěrnou známost, odmítnutí tradičních zápletek, použití běžného jazyka, důraz na jedince, zprostředkování vnitřního života postav, koherenci (soudržnost), všeobsažnost, rozbíhavost, fragmentárnost a vědomí jeho tvůrců, že vytvářejí něco nového. Nevýhodou tohoto seznamu rysů je však skutečnost, že pro romány 20. století jsou jen obtížně použitelné a rovněž v 18. století se najde mnoho románových děl, která se tomuto vymezení vymykají.
Michail Michajlovič Bachtin k nemožnosti nalézt určitý a stabilní znak románu poznamenává, že u mnohých potenciálních základních rysů románu se nakonec objeví výjimky. Typický román má sice mnoho rovin, ale existují také romány s jedinou rovinou. Román je obvykle silně syžetový a uspořádává své složky a informace o ději neobvyklým způsobem, zároveň se ale vyskytují romány jednoduše seřazené a deskriptivní. Umělecké romány problematizují svět, ale masová populární produkce románů o problémech mlčí, je harmonizující a zábavná. Obecně časté románové téma lásky se v některých slavných románech vůbec neobjevuje. Tezi, že moderní román je psán prózou, narušuje existence veršovaných románů. Bachtin se nicméně domnívá, že některé charakteristické rysy románu nalézt lze: jmenuje zejména vnitřní rozrůzněnost jazyka (pro což zavádí pojem heteroglosie, střetávání různých způsobů řeči) a zpracování tématu jako něčeho blízkého a případně i směšného, se vztahem k soudobému člověku, tedy nikoliv jako vznešenou a vzdálenou minulost, což bývalo rysem eposů. Uvádí také, že román velmi silně vstupuje do vztahů s jinými žánry a často je vytlačuje, paroduje, činí svou součástí nebo alespoň ovlivňuje do té míry, že ony samy pak také pracují se zmíněnými románovými prvky: živým jazykem, dialogičností, humorem a významovou nezavršeností.

## Třídění románu
Vzhledem ke složitosti románu jsou možné rozličné způsoby jeho třídění. Typologizace může být například tematická (detektivní román, sportovní román, dobrodružný román a další), metodická (historický román, psychologický román a jiné), konzumentská (román pro ženy, román pro děti, rodinný román) nebo kompoziční (charakterový román, kronikový román, časový román a prostorový román a různá další binární dělení). Existuje rovněž třídění na román vysoký, střední a nízký, román světský a mimosvětský, román iluzívní a deziluzívní, román sebereflexivní a nesebereflexivní. Podle tematické dominanty je možné také dělení románu na romány zaměřené na děj (akční subžánry, detektivní a westernové romány), romány zaměřené na postavu (psychologický román, ať už s jedinou perspektivou nebo s více perspektivami) a romány zaměřené na časoprostor (krajinu, společenské prostředí, dějinné období).
V angloamerické literární vědě existuje tradiční základní rozdělení románu na „romance“ a „novel“, přičemž oba pojmy se do češtiny překládají jako román. „Romance“ vznikla ze středověké rytířské epiky a popisuje vznešeným jazykem nepravděpodobné události, zatímco „novel“ se vyvinula z nefikčních textů (dopisy, deníky) a má běžným jazykem ukazovat obraz skutečného života. Daniela Hodrová vnímá tuto dichotomii románových forem jako kontrast románu-smyšlenky a románu-skutečnosti. Uvádí, že román-smyšlenka (rytířský román, dobrodružný román, gotický román, román s tajemstvím) vychází z pohádky, eposu, hagiografie a podobných žánrů; naproti tomu román-skutečnost (realistický román, nový román) vychází z biografie, autobiografie, deníku, kroniky, fyziologické črty a podobně. Hodrová však zároveň poznamenává, že v literárních dějinách nelze hovořit o jednoduchém přechodu od tvůrci v různých dobách romány předchozí epochy považovali za smyšlenku, zatímco nově vznikající romány za texty odrážející skutečnost. Román 17. a 18. století byl vnímán jako smyšlenka realistickým románem 19. století, ten byl pak opět za smyšlenku pokládán avantgardními tvůrci nového románu a tak dále.
Jinou možností, jak třídit romány, je použít pojem modus. Modus pojmenovává jednu z vlastností, tendencí nebo aspektů díla, nikoliv dílo jako celek. Může být kupříkladu satirický, parodický, alegorický, fantastický, realistický a podobně.
Následující výčet žánrových typů románu není závazný ani vyčerpávající.

### Bukolický román
Bukolický neboli pastýřský román patří k nejstarším typům románu. Vznikl ve starověkém Řecku spojením tradice epické prózy a žánru bukolické poezie. Popisuje harmonický život pastýřů na venkově (většinou v horách Arkádie nebo Sicílie) a jejich milostné příběhy, někdy s dobrodružnými prvky. Příkladem je Longův román Dafnis a Chloe z 2. století. Prostá láska mladých pastýřů je ohrožena útoky zhýralců z města a pirátů, rychle se však podaří dosáhnout obnovení idyly a šťastného konce. Z moderních děl bývá k pastýřským románům zařazováno jen málokteré, k výjimkám patří harmonický vzpomínkový román Jablečné víno s Rozárkou (1959, autor Laurie Lee).

### Rytířský román
Rytířský román, někdy také dvorský román nebo romance, se vyvinul v západní Evropě v období vrcholného středověku. Kořeny má v žánrech světských (kronika, epos) i duchovních (hagiografie). Zpočátku byl veršovaný, již ve 13. století však začala převládala prozaická podoba. Je neodmyslitelně spojen s dvorskou kulturou a jeho podobu ovládá dobová etiketa: soubor norem, schémat a ideálů rytířského chování. Od středověkých hrdinských eposů (jako například chansons de geste) se liší zvýšeným důrazem na milostnou tematiku. K nejznámějším příkladům patří rytířské romány artušovského cyklu, například francouzský Lancelot aneb rytíř s károu (asi 1170) Chrétiena de Troyes nebo anglická Artušova smrt (1485) Thomase Maloryho.

### Pikareskní román
Označení pikareskní román je odvozeno ze španělského výrazu „pícaro“, tj. šibal, taškář, šejdíř, pobuda, což je pojem užívaný pro hlavního hrdinu takového románu. Tento pochybný hrdina, intrikán a podvodník, je někdy zároveň vypravěčem (pak je román prezentován jako jeho autobiografie) a pochází většinou z nižších sociálních vrstev či přímo ze spodiny společnosti. Často je zaměstnán jako sluha a cestuje po světě. Žánr navazuje na antická vyprávění a arabské veršované prózy maqáma. Vznikl v období renesance ve Španělsku, kde byl také nejvýrazněji pěstován. Příkladem může být španělský anonymní román Lazarillo z Tormesu (1554), z pozdějších děl Defoeova Moll Flandersová (1722) a mnohé další. Pikareskní prvky však bývají nacházeny v nejrůznějších dílech jiných žánrů. Z moderní české literatury bývají za pikareskní označovány Haškovy Osudy dobrého vojáka Švejka za světové války (1921–1923).

### Historický román
Historický román je zasazen do konkrétní dějové epochy, většinou přelomové a pokouší se ji vystihnout v její celistvosti. Většinou je psán jazykem a slohem autorovy přítomnosti a lze ho rozdělit na typ mimetický, snažící se o věrohodnost (typickým příkladem jsou díla Waltera Scotta), typ projekční, projektující do minulosti problémy a otázky současnosti (jak to činí Umberto Eco ve Jménu růže (1980) a dalších románech), a typ atraktivizační neboli kostýmní (dobrodružné a milostné příběhy, bez snahy o historickou přesnost, jako například romány Dumasovy).

### Biografický román
Biografický román stojí na pomezí beletrie a literatury faktu. Vypráví osudy historické nebo známé osobnosti, nejčastěji umělce, vědce, politika nebo filosofa. Svým popisem životní pouti má blízko k vývojovému románu, obvyklá je romantická stylizace. Je možné rozlišit dva základní typy: výrazně fabulující románovou biografii (například romány Františka Kožíka), v krajním případě i zcela fiktivní, a životopisný román-dokument, blížící se životopisné monografii a reportáži (například Zweigovy nebo Mauroisovy romány).

### Autobiografický román
Autobiografický román je románovým zpracováním událostí autorova života, životní události však mohou být dotvořeny či přetvořeny a doplněny smyšlenými skutečnostmi, jako například v Tolstého trilogii Dětství (1852), Chlapectví (1854) a Jinošství (1856). Existuje však také čistě fiktivní autobiografický román, vyvolávající svou formou představu autentického životopisného textu, události v něm popsané jsou však smyšlené. Příkladem takového románu je Čapkův Obyčejný život (1934).

### Profesní román
Profesní román je založen na pečlivém studiu a detailním vylíčení prostředí určité profese, včetně záporných stránek daného povolání, vztahů (i milostných) a politikaření na daném pracovišti. Zakladatelem a hlavním představitelem je Arthur Hailey, autor románů jako Konečná diagnóza (1959), Hotel (1965) nebo Letiště (1968). Tento typ románu značně ovlivnil českou literaturu 70. a 80. let 20. století a byl čtenářsky nesmírně populární, přestože jej normalizační kritika považovala za psychologicky neprokreslený a plné klišé.

### Klíčový román
Klíčový román je subžánr postavený na efektu rozeznávání známých osobností pod maskou smyšlených postav, přičemž se předpokládá znalost dobového politického či uměleckého světa, aby bylo možné původní jména postav dešifrovat. Tento princip se nejčastěji spojuje s biografickým nebo politickým románem a má blízko k satirické a alegorické literatuře. Zlatým věkem klíčového románu bylo 17. století, francouzská šlechta se mohla poznávat například v románu Kněžna de Cléves (1678) od Marie-Madeleine de La Fayette. Později se subžánr uplatňoval především v dobách silné cenzury. Z českého prostředí lze ke klíčovým románům zařadit kupříkladu Český román (1946) Olgy Scheinpflugové, v němž část postav vystupuje pod vlastním jménem a část pod krycím.

### Detektivní román
Detektivní román, někdy označovaný pouze jako detektivka, je jedním z nejoblíbenějších žánrů populární literatury. Protagonistou je detektiv nebo jeho pomocník a v centru pozornosti stojí spáchaný zločin, většinou vražda. Napětí je budováno nejistotou, která z postav je pachatelem, případně jak ke zločinu došlo a zda bude pachatel dopaden. Vyprávění je komponováno tak, aby čtenář mohl na základě poskytnutých indicií, relevantních i falešných, konstruovat hypotetická podezření. Mezi nejvýznamnější autory patří Arthur Conan Doyle, Agatha Christie nebo Raymond Chandler, tvůrce detektivních románů drsné školy. Vedle detektivních románů existují rovněž detektivní povídky.

### Sci-fi román
Román je společně se povídkou hlavním žánrem, v němž se realizuje science-fiction neboli vědeckofantastická literatura. Romány tohoto typu jsou zasazeny do hypotetického světa nebo hypotetické podoby reálného světa, přičemž jejich výstavba vychází z vědeckého a technického pohledu na svět. Mezi zakladatele moderní podoby žánru a významné pisatele sci-fi románů se řadí Jules Verne a Herbert George Wells. Zlatý věk americké science-fiction začal v období druhé světové války a k nejdůležitějším romanopiscům patřili Arthur C. Clarke a Isaac Asimov.

### Utopický román
Utopický román je jednou z možných podob žánru utopie, tedy představování alternativního a lepšího společenského uspořádání ve smyšlené zemi, zasazené do odlehlého místa nebo do vzdálené budoucnosti. Románový prvek naznačuje přítomnost protagonisty či protagonistů, kteří utopický prostor navštíví. Vzhledem ke konkurenci dystopických textů a nízký dramatický potenciál nejde o příliš rozšířený žánr. Za utopický román je však možné do jisté míry považovat například Vernův Tajuplný ostrov (1875), vyprávějící o ideálně uspořádané ostrovní kolonii trosečníků.

### Dystopický román
Dystopický či antiutopický román je podobou žánru dystopie, výstražně laděného představení sociálně výrazně negativního místa, obvykle s odlidštěnými a totalitními rysy, někdy však také v podobě primitivního, pudy řízeného úpadkového společenství. Dystopický román obvykle vypráví buď o návštěvě takového prostoru zvenčí, nebo o střetu jednotlivce či jednotlivců s dystopickým aparátem, nejčastěji státním. Patrně nejslavnějším dystopickým románem je Orwellovo 1984 (1948), v českém prostředí je znám Dům o tisíci patrech (1929) Jana Weisse.

### Fantasy román
Román je vedle povídky hlavním žánrem fantasy. Čerpá především z mýtu a středověkého rytířského románu a odehrává se v prostředí imaginárního světa, ať už jde o zcela smyšlený svět, paralelní či pozměněný reálný svět (například užíváním magie) nebo alternativní historii. Může nabývat různých podob (meč a magie, epická fantasy, historická fantasy) a zejména ve své populární podobě má tendenci k vytváření vícedílných románů, či dokonce dlouhých románových sérií. Mezi nejslavnější autory fantasy románů patří J. R. R. Tolkien, autor románu Pán prstenů (1954–1955), nebo George R. R. Martin, tvůrce románového cyklu Píseň ledu a ohně (od roku 1996).

### Román rodinného života
Román rodinného života je typem románu, který se rozvíjel zejména v anglické a americké literatuře na počátku 19. století, původ však má již v 18. století u Samuela Richardsona. V centru pozornosti u něj stojí soukromí postav, ponejvíce středostavovských, a jejich rodinné vztahy a konflikty. Často zcela ignoruje velké dějinné události. Mezi nejvýraznější tvůrce tohoto subžánru se řadí zejména ženské autorky jako Jane Austenová nebo Louisa May Alcottová. Romány rodinného života však publikovali také mužští spisovatelé, kupříkladu Nathaniel Hawthorne.

### Venkovský román
Venkovský román, také nazývaný vesnický román, je žánrový typ románu, který ve vesnici a v návratu k zemědělským kořenům nalézá zdroje lidské autenticity. Lze ho chápat jako poddruh sociálního románu. V příběhu zachycuje lokální či regionální kolorit, který spojuje s představou ztraceného ráje, stability a kontinuity. Staví na konzervativních idejích o přirozenosti venkovského života a jeho cyklů. Jeho konflikty mnohdy vycházejí z mezilidských vztahů v prostředí vesnice, zejména vztahů partnerských a mezigeneračních. Dramatické osudy ve venkovských románech zpracovávali v české literatuře například Karolina Světlá nebo Karel Klostermann.

### Román s tajemstvím
Román s tajemstvím je pojem, který do literárních úvah zavedl Viktor Šklovskij. Označuje typ románu se zastřeným syžetem: určité události, motivace nebo identity postavy jsou v části textu zatajeny a později odhaleny. Často je tajemství uvedeno přímo v názvu, jako například v Tajnostech pařížských (1842–1843) nebo v Tajemném hradu v Karpatech (1892). Svébytným a standardizovaným podtypem románu s tajemstvím je detektivka. Prvky románu s tajemstvím se však nacházejí v bezpočtu románových děl.

### Gotický román
Gotický román je anglickým žánrem konce 18. století a počátku 19. století. Ve francouzském prostředí má obdobu v černým románu (roman noir), v německé literatuře v románu hrůzy (Schauerroman). Mezi oblíbená témata patří zločin, vina a pomsta a děj je zasazen do zlověstných prostorů: do starého domu či hradu, jeskyně, kláštera, opatství a podobně. Časté jsou tajné chodby, ukryté poklady, šílenství, sexualita a tajemství minulosti. Za zakladatele subžánru je považován Horace Walpole s románem Otrantský zámek (1764), největšího věhlasu však dosáhla Ann Radcliffová a její Záhady Udolfa (1794).

### Hororový román
Hororový román je silně emotivní příběh, vyvolávající popis strachu, hrůzy, napětí či úzkosti. Většinou se řadí k populární literatuře, čerpá z tradice gotického románu a pracuje s postavami jako monstrum, upír, psychopat nebo zombie. Na rozdíl od hororové povídky se hororový román nesoustředí pouze na jedinou postavu a hutnou příběhovou linii, zaměřuje se obvykle na celou lidskou komunitu a před prvkem překvapení či náhlého zvratu dává přednost postupného budování neklidu. Od 70. let 20. století hororový román nad povídkou převládá. Mezi typické zástupce patří Stokerův Drákula (1897) nebo Kingovy romány jako Řbitov zviřátek (1983) a To (1986).

### Humoristický román
Humoristický román líčí komické události a humorné stránky života. Jeho vývoj je těsně spojen s rozvojem žurnalistiky, humoresky a humoristické kresby. Na rozdíl od většiny ostatních románových typů využívá humoristický román obvykle epizodickou kompozici. Staví na situační i jazykové komice a může využívat kuriózní příměry, nadsázku a prvky parodie. K základním dílům subžánru patří Dickensova Kronika Pickwickova klubu (1837), v české literatuře pak Jirotkův Saturnin (1942).

### Dobrodružný román
Dobrodružný román je jedním z klíčových a oblíbených žánrů populární literatury. Jeho původ lze vysledovat již ve starověké řecké literatuře. Vyznačuje se výrazným hlavním hrdinou a vzrušujícím a napínavým lineárním dějem, v němž se řetězí napínavé epizody. Akční scény bývají někdy doplňovány erotickými motivy. Mezi varianty dobrodružného románu patří robinsonáda, western, námořnický román nebo historicko-dobrodružný román.

### Sentimentální román
Sentimentální romány jsou žánrovým typem spojeným s obdobím preromantismu (sentimentalismu) ve druhé polovině 18. století. Postavy v těchto knihách obvykle ukazují své čestné a spořádané založení a projevují city, se kterými se čtenář může ztotožnit a nechat se dojmout. Často se opakují obrazy pociťovaných útrap, pláče a vyjadřování něžných citů. K raným tvůrcům patřil Samuel Richardson, k pozdějším Henry Mackenzie nebo Laurence Sterne. Sentimentální romány či romány se sentimentálními prvky je však možné hledat v celých dějinách literatury. V širším smyslu jde o jakékoliv romány, v nichž je kladen zvýšený důraz na cit (v tomto smyslu je sentimentálním autorem také například Charles Dickens), v užším smyslu pak sentimentální román hraničí s milostným. Jako příklad z 20. století lze uvést Ericha Segala.

### Realistický román
Realistický román je pojem, který lze vztáhnout na všechny romány s ambicí popisovat skutečné nebo alespoň pravděpodobné jevy a události, a v tomto smyslu byly realistické romány psány vždy. Realistický román bývá ovšem někdy ztotožňován pouze s moderním románem, počínaje 17. a 18. století. V nejužším smyslu bývají za realistické považovány romány autorů, kteří se hlásili k realistickému programu ve druhé polovině 19. století a na začátku 20. století, vymezovali se proti idealizujícímu romantickému pojetí a na příbězích obyčejných lidí, převážně středních a nižších vrstev, zachycovali přechod od tradičního zemědělského uspořádání k moderní průmyslové a kapitalistické společnosti.

### Naturalistický román
Naturalistický román je označení vycházející z úvah Émila Zoly o uplatňování vědeckých poznatků ohledně vlivu dědičnosti a prostředí na život jednotlivce. Staví na deterministické představě, že každý jev a každý čin má svůj nutný důsledek, a vidí člověka jako biologický mechanismus. Vzhledem k tomu, že naturalisté ve svých románech, pokud se zabývaly otázkami zla a patologických jevů, otevřeně vykreslovali odpudivé scény, byli obviňováni z laciné touhy po senzaci. Samotný naturalismus jako směr fungoval jen krátce, od 70. let 19. století přibližně do první světové války. Také pozdější romány však bývají označovány za naturalistické, pokud vycházejí ze Zolových deterministických tezí nebo, přeneseně, pokud se neštítí zobrazovat věci vnímané jako odporné nebo tabuizované.

### Společenský román
Společenský nebo také sociální román se pokouší o reflexi lidské společnosti a jejího vývoje. K estetické funkci přidává funkce poznávací, dokumentární, kritickou a společensky nápravnou, může být také tendenční nebo agitační. Zachycuje interakci většího množství postav v jejich přirozeném prostředí (například vyšší společnost ve městě, venkovská společnost nebo prostředí průmyslové výroby) a jejich každodennost. Mnohdy se v něm propojuje dokumentární věcnost s emocionálním zaujetím a sentimentalitou.

### Budovatelský román
Budovatelský román je klíčovým žánrem socialistického realismu. Je většinou situován do prostředí průmyslového závodu, stavby nebo zemědělského hospodářství a popisuje revoluční přechod od starého typu uspořádání k novému, socialistickému. Spojuje prvky ideologické (reportáž o pracovním úkolu fungující jako agitace), erotické (milostný vztah protagonisty) a kriminální (přítomnost sabotéra nebo špiona. Zápletky jsou většinou schematické a postavy černobílé, román vrcholí šťastným koncem. Vznikl v sovětské literatuře 20. a 30. let 20. století. Ze sovětských budovatelských románů lze jako příklad jmenovat Pilňakovo Stavíme přehradu (1930), z české literatury Řezáčův Nástup (1951).

### Politický román
Politický román bývá uváděn též jako román ideologický nebo román časový (z německého Zeitroman) a jeho doménou je zobrazování politiky a jejího vlivu na společnost. Mívá blízko k publicistickým žánrům a často se vyznačuje politickým aktivismem. Lze jej rozdělit na agitační typ, pokoušející se o přesvědčení potenciálních voličů a podporovatelů politické myšlenky (Gorkého Matka (1906)), satirický typ (výsměch politikům), politický thriller a reflexivně filosofický typ (například Greenův Tichý Američan (1955)).

### Psychologický román
Psychologický román se zaměřuje na zkoumání různých složitých stavů a proměn lidského nitra. Jedná se o prestižní analytický žánr, snažící se držet krok s vývojem psychologie, někdy ji dokonce předbíhá. Typická je koncentrace na individuální a nutně limitované či zkreslené vidění postav, zkoumání hranic dobra a zla a lidské morálky, případně tematizace různých patologických stavů, komplexů a poruch. K nejvýznamnějším psychologickým románům patří díla Fjodora Michajloviče Dostojevského, například Zločin a trest (1866), zabývající se psychikou vraha. Výraznými postupy jsou užívání vnitřního monologu postav a takzvaného proudu vědomí, například v románech Virginie Woolfové.

### Reportážní román
Reportážní román je román upřednostňující autentický materiál a zpracovávající ho reportážním způsobem na rozhraní publicistiky, literatury faktu a beletrie. Zažil značný rozkvět v průběhu 20. století. V americkém prostředí se prosadili Upton Sinclair, John Dos Passos, v Sovětském svazu Ilja Grigorjevič Erenburg. Z českých reportážních románů je možné jmenovat Olbrachtovo Zamřížované zrcadlo (1926), podávající výpověď o vězeňském prostředí, nebo dílo Moskva-hranice (1937) Jiřího Weila. Blízce příbuzným žánrovým typem je dokumentární román, za reportážní román je možné označit také některé cestopisné romány.

### Nový román
Nový román, také označovaný termínem antiromán, abstraktní román a četnými dalšími názvy, je souhrnné označení pro francouzské experimentální romány psané od 50. let 20. století. Byly reakcí na krizi klasického realistického románu s koherentním dějem a postavami a vyznačují se odmítáním snahy o vytvoření „iluzi skutečnosti“. Místo toho se soustředí na jednotlivé detaily, bez snahy o jejich ukotvení v celku. Zpochybněny jsou nejzákladnější románové kategorie: lineární čas, identita postavy a souvislý děj. Text také mnohdy sám autoreferenčně upozorňuje na to, že je textem. Tyto postupy vzbudily větší pozornost u kritiků než u běžných čtenářů. K nejdůležitějším tvůrcům první generace nového románu patří Alain Robbe-Grillet a Nathalie Sarrautová.

### Erotický a pornografický román
Erotický román se zaměřuje na lidskou sexualitu, někdy spojenou s milostným příběhem, avšak nikoliv nutně. Obsahuje četné popisy intimních situací, jejichž funkcí často bývá smyslná stimulace čtenáře. Jazyk díla může být jak zastřený a metaforický, tak explicitní či stroze popisný. Ve své triviálnější podobě, bez uměleckých ambicí, bývají tyto romány označovány za pornografické. Jako typický příklad lze jmenovat Clelandův román Fanny Hill (1748–1749).

### Vývojový román
Vývojový román je pojem vzniklý přeložením německého Erziehungsroman. Označuje románový popis procesu utváření osobnosti a dospívání jedince, většinou chronologicky pojatý a někdy s autobiografickými prvky. Užším pojmem je román formování (Bildungsroman), v němž dochází k záměrné a cílevědomé proměně hrdiny. Častým využíváním postavy zasvětitele má blízko k iniciačnímu románu, který je nakonec také možné považovat za jeden z podtypů. Příbuzným žánrovým typem je rovněž výchovný román (Erziehungsroman), ten však obsahuje explicitně formulovaný výchovný a didaktický program.

### Iniciační román
Iniciační román, také popisovaný jako román zasvěcení, vypráví příběh proměny adepta v zasvěceného. Iniciace obvykle znamená vnitřní očistu a vzkříšení, prožitek symbolické smrti (sestupu do podsvětí), často také spojení s Bohem a objevení vlastní identity. Podle pojetí Daniely Hodrové probíhá ve třech základních fázích: bloudění světem, sestup do podsvětí (symbolická smrt) a katarze (očista), spojená se symbolickým znovuzrozením. Kromě samotného adepta a božské bytosti jsou klíčovými postavami také Zasvětitel a Panna, vnášející do románu milostné prvky. Jedná se o velmi starý románový typ, je možné k němu zařadit již Apuleiova Zlatého osla (2. století) a středověké romány o hledání svatého grálu.

### Román ztracených iluzí
Román ztracených iluzí je možné označit za světský protiklad iniciačního románu. Protagonista v tomto románovém typu přechází ze stavu iluzí a snů o světě, doplněných uměleckými a milostnými ambicemi, do stavu deziluze – většinou poté, co se pokusí prorazit ve velkoměstě a narazí na prozaičnost tamních poměrů. Svou vyhraněnou podobu nalezl román ztracených iluzí u Balzaca. Od jeho románu Ztracené iluze (1837–1843) je název pro tuto žánrovou variantu odvozen. Kromě něj je možné jmenovat například Stendhalova Červeného a černého (1830) nebo Fitzgeraldova Velkého Gatsbyho (1925).

### Román o bloudovi
Román o bloudovi vychází ze situace, kdy bloud (naivní, čistý, neinformovaný člověk) neprojde iniciací ani ztrátou iluzí, místo toho bloumá světem ve stavu nevinnosti. Přitom se stává svědkem událostí a důvěrníkem ostatních postav. Většinou přichází do společnosti z jiného času (jako Don Quijote v románu Důmyslný rytíř Don Quijote de la Mancha (1605–1615), přicházející z doby rytířských románů) nebo ze vzdáleného místa (jako kníže Myškin z románu Idiot (1868–1869), přijíždějící do petrohradské společnosti ze švýcarského sanatoria). Je-li na konci ze svého bloudství vyléčen, má to pro něj tragické důsledky.

### Filosofický román
Filosofický román v sobě spojuje epickou a výraznou úvahovou složku a prezentuje autorovy ideje noetické, etické, ontologické a jiné. Příběh postav bývá spíše upozaděn ve prospěch příběhu myšlení a esejistických prvků. Tato žánrová variace se rozvinula především v průběhu francouzského osvícenství, známý je Voltairův Candide (1759) nebo Diderotův Jakub Fatalista (posmrtně 1796). Filosofický román byl však hojně psán také ve 20. století, například existencialisty (Albert Camus, Jean-Paul Sartre).

### Románová kronika
Románová kronika je typ románu zachycující život v určené lokalitě a jeho proměny v rámci cyklického i lineárního času. Po způsobu žánru kroniky jsou události vyprávěny chronologicky, přítomno je mnoho postav a paralelních dějových pásem. Vypravěčem je obvykle zaujatý, ale nestranný pozorovatel, který klade velký důraz i na drobné detaily, reálie, zvyky, pracovní úkony a podobně. Příbuzným žánrovým typem je generační román, který podobným způsobem zachycuje více po sobě jdoucích pokolení v jedné lokalitě. Románová kronika se vyprofilovala na konci 19. století, k výrazným tvůrcům tohoto subžánru patří v českém prostředí například Alois Jirásek (U nás, 1896–1903) a Jan Herben (Do třetího a čtvrtého pokolení, 1889–1892).

### Román-řeka
Román-řeka je neobyčejně rozsáhlá románová varianta, zachycující dlouhé časové úseky či historické epochy. Vyprávění bývá rozčleněno do většího množství svazků. Typickým příkladem je Hledání ztraceného času (1913–1927) Marcela Prousta. Samotný pojem román-řeka zavedl Romain Rolland, když popisoval své rozsáhlé dílo Jan Kryštof (1904–1912) jako řeku o mnoha přítocích.

### Epistolární román
Za epistolární román, také nazývaný román v listech (dopisech), může být označen jakýkoliv román napsaný ve formě smyšlených dopisů. Svůj zlatý věk prožíval v 17. a 18. století a stal se předchůdcem moderní psychologické prózy a individualizovanějšího pohledu na svět, přetrvával však i v 19. a 20. století. Z francouzských epistolárních románů se proslavila Rousseauova Julie aneb Nová Heloisa (1761) a Laclosovy Nebezpečné známosti (1782). Románem zčásti napsaným v dopisech je také významné Goethovo dílo Utrpení mladého Werthera (1774).

### Román-fejeton
Román-fejeton nebo také fejetonový román či obecněji román na pokračování je dílo vydávané po částech v novinách a časopisech. V nich je jeho text umístěn pod vyznačovací čarou na místě obvyklém pro fejetony. Rozvinul se ve Francii a Anglii na přelomu 20. a 30. let 19. století; před tímto přelomem sice seriálové romány existovaly, byly však spíše nepopulární a považované za nepraktické. Jako první velmi úspěšný román-fejeton byl roku 1836 otiskován anonymní pikareskní román Život Lazarilla z Tormesu, krátce po něm Balzacova Stará panna (1837). Na vzniklou tradici rychle navázali další autoři. Nejúspěšnějším představitelem románu-fejetonu je Eugène Sue, známý pro své Tajnosti pařížské (1842–1843), v nichž se zvýraznění sociálního aspektu pojí s dobrodružnou tematikou. V návaznosti pak vzniklo celé nové industrializované odvětví literatury. Na pokračování v novinách však vycházely i uznávané romány Charlese Dickense, Gustava Flauberta nebo Fjodora Michajloviče Dostojevského, které se však za román-fejeton běžně neoznačují. Ve 20. století se k žánru přihlásili například Karel Čapek románem Továrna na absolutno (1922) a Jiří Haussmann románem Velkovýroba ctnosti (1922). Přestože však tato díla skutečně mají některé rysy románů-fejetonů, například rozvolněnou kompozici a epizodičnost, je dané označení dáno spíše novinářskou praxí autorů a dobovou módou spojování publicistiky a beletrie.

### Kolportážní román
Kolportážní román je dílo vydávané v sešitech na pokračování. Obvykle je spojen s žánrem lidového románu a má podobu jednoduše psaných příběhů s barvitým, dobrodružným dějem, mnohdy také obsahuje nemravné milostné a kriminální scény. Jeho hrdiny bývají milenci, hrdinní vojáci, strašliví zločinci, exotičtí cizinci a krásné panny. Přestože jednotlivé sešity jsou krátké a obsahují pouze několik kapitol, bývalo celé dílo v konečném součtu značně rozsáhlé, s délkou sahající až ke dvěma tisícům stran. Kolportážní román je charakteristický zejména pro německé prostředí, kde se vyvinul v průběhu 19. století, ke skutečnému rozkvětu však došlo až v 70. letech 19. století. K nejznámějším autorům kolportážních románů patří Karel May.

### Román ve verších
Pojem román ve verších nebo veršovaný román je používán pro každý román, jenž není napsán prózou, nýbrž ve verších, čímž připomíná epos. Někdy bývá jako typ eposu skutečně označován. Ve verších byly psány rané rytířské romány ve středověku, moderní veršovaný román pak reprezentuje především Puškinův Evžen Oněgin (1825–1832). Ve 20. století již byla tato forma spíše kuriozitou. V českém prostředí ji použil kupříkladu Jan Křesadlo v románu Hvězdoplavba-Astronautilía (1995).

### Grafický román
Grafický román, také někdy nazývaný kreslený román, je jedním z žánrů komiksu, tedy žánru spojujícího grafiku a text. Vychází z literárního románu s jeho charakteristickými rysy, tvoří strukturovaný celek, nikoliv pouhý řetěz příhod nebo stripů. K nejvýznamnějším scenáristům grafických románů patří Alan Moore, známý například komiksovým románem Z pekla (1989). Variantou grafického románu je fotoromán, v němž je kresba nahrazena aranžovanými fotografiemi.
The National Museum of Women in the Arts v New Yorku označilo dílo české grafičky Heleny Bochořákové-Dittrichové (1894–1980) z Z mého dětství za první grafický román vytvořený ženou.

### Dívčí román
Za dívčí romány jsou označovány románové texty určené dospívajícím dívkám. Protagonistkou těchto děl je většinou dívka stejně stará jako zamýšlené čtenářky a úkolem je napomoci jejich osobnostnímu zrání. Rozeznáván je kultivační typ, v němž se z nezdárného děvčete stane vyrovnaná, kultivovaná žena, a emancipační typ, v němž podceňovaná dívka odhalí své utajené nadání a stane se úspěšnou. Charakteristickými pro děj těchto románů jsou konfliktní situace a často také milostné obtíže. Z moderních českých spisovatelů patří k nejdůležitějším autorkám Lenka Lanczová.